# Diomede Angelo Raffaele Gennaro Falconio
Diomede Angelo Raffaele Gennaro Falconio O.F.M., italijanski rimskokatoliški duhovnik, škof in kardinal, * 20. september 1842, Pescocostanzo, † 8. februar 1917.

## Življenjepis
3. januarja 1866 je prejel duhovniško posvečenje.
11. julija 1892 je bil imenovan za škofa Lacedonie in 17. julija istega leta je prejel škofovsko posvečenje.
29. novembra 1895 je postal nadškof Acerenza-Matere.
3. avgusta 1899 je bil imenovan za naslovnega nadškofa tesalske Larise in za apostolskega delegata v Kanadi. 30. septembra 1902 je postal apostolski delegat v ZDA.
27. novembra 1911 je bil povzdignjen v kardinala in imenovan za kardinal-duhovnika S. Maria in Ara Coeli.
25. maja 1914 je postal kardinal-škof Velletrija e Segnija in 26. februarja 1916 je postal prefekt Kongregacije za zadeve verujočih.